# Hamburg-Eimsbüttel (stadsdeel)
Eimsbüttel is het gelijknamige en dichtstbevolkte stadsdeel van het district Eimsbüttel in de Duitse stad en deelstaat Hamburg .

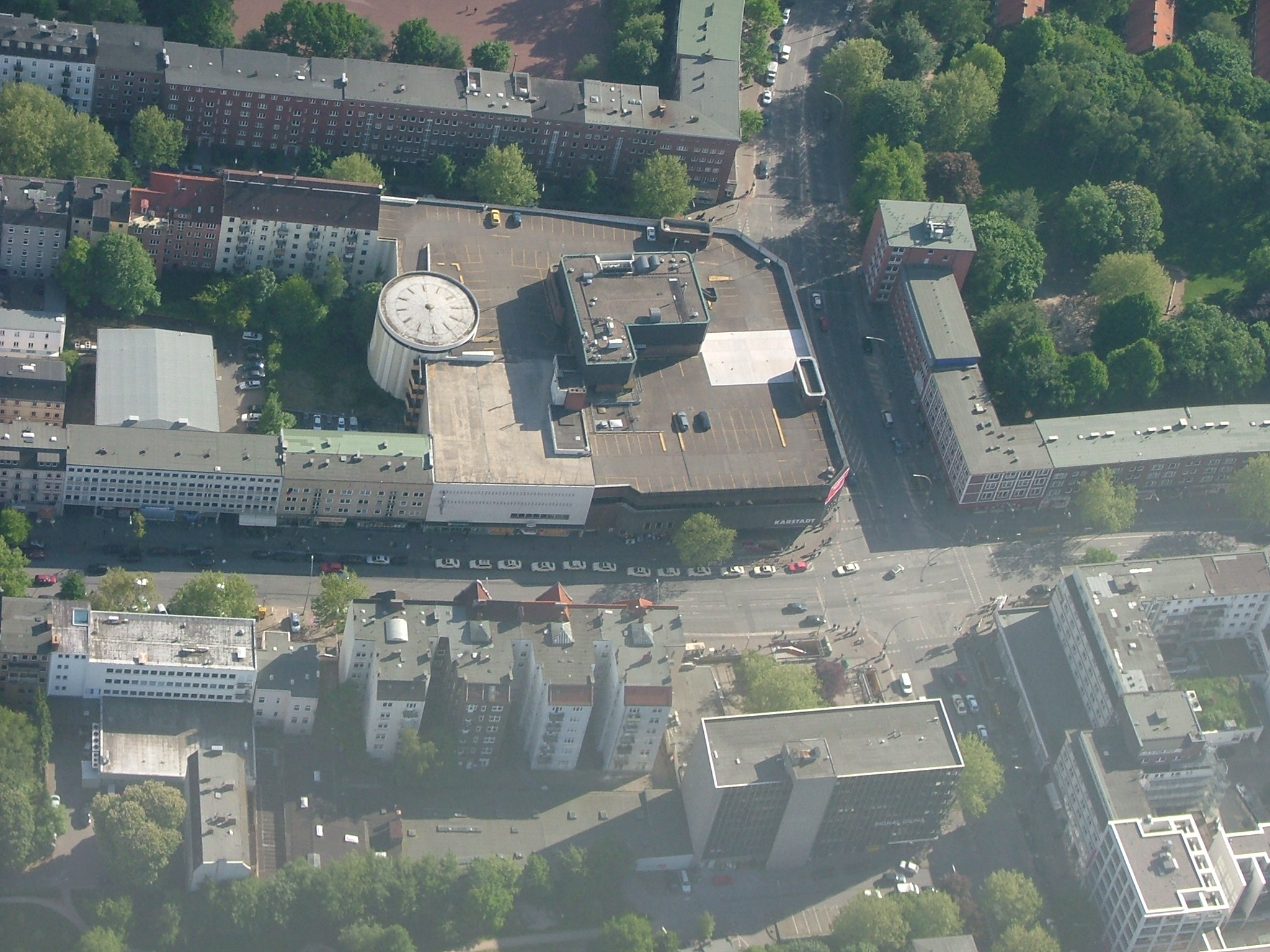
Wijkcentrum Osterstrasse vanuit de lucht

Het stadsdeel grenst aan de stadsdelen Stellingen, Lokstedt, Hoheluft-West, Harvestehude en Rotherbaum van het district Eimsbüttel en aan Sternschanze en Altona-Nord van het district Altona .
De ongeveer 58.000 inwoners van het stadsdeel Eimsbüttel wonen op 3,2 vierkante kilometer. Daardoor is het met ongeveer 18.000 inwoners per vierkante kilometer - na Hoheluft-West - het op een na dichtstbevolkte stadsdeel van Hamburg. Toch wordt Eimsbüttel als relatief groen beschouwd vanwege de vele groene gebieden zoals het Eimsbüttler Park en het feit dat langs de meeste straten bomen staan. De ligging dicht bij het stadscentrum, het stadsgevoel door de dichte bebouwing met meerdere verdiepingen en de goede infrastructuur, maken het stadsdeel vooral populair bij jongeren. Eimsbüttel heeft al veel artiesten voortgebracht, zowel in de designbranche, de kunst, de literatuur of de muziek. Er is een levendige scene ontstaan, vooral voor activisten uit de hiphopcultuur. De naam van het platenlabel Eimsbush is gebaseerd op de naam van de wijk. Ook de schrijvers Uwe Timm en Leander Sukov komen hier vandaan.
Het centrum van de wijk bevindt zich rond het metrostation Osterstraße .

## Geschiedenis
Eimsbüttel werd voor het eerst genoemd als Eymersbuttele in 1275 als een van de kleinste dorpen aan de poorten van Hamburg, dit als onderdeel van een verkoop van grond aan het aangrenzende Herwardeshude-klooster. Het behoorde tot de Büttel- plaatsen, waarvan de stichter in dit geval een man was die Elimar heette.
In 1339 droeg graaf Adolf von Holstein het dorp, inclusief grond, gebouwen en bewoners, over aan het klooster. Bij de ontbinding van het klooster tijdens de Reformatie kwam Eimsbüttel in het bezit van het St. Johannisklooster in Hamburg, dat als evangelische stichting werd voortgezet.
De kern van het dorp bestond uit zeven boerderijen met 289.51 Hectare grond. In 1560 begon het klooster met een schapenboerderij, waaruit het herderskamp ontstond. In 1760 was het St. Johanniskloster enkel cijnsplichtig voor drie bouwterreinen en vijftien keuterboerderijen.
Vanaf de 17e eeuw begonnen vooraanstaande inwoners van Hamburg hier landhuizen voor zichzelf te bouwen. Families als Alardus, Doormann, Faber, Lappenberg, Latrop en Lutteroth lieten hun sporen na, ook in de straatnamen. In 1813 brandden de Fransen heel Eimsbüttel plat Slechts één boerderij, het Heusshof, en de nabijgelegen huizen bleven over. Toch nam het aantal inwoners in de daaropvolgende periode snel toe: van 52.189 in 1895 tot 116.400 in 1910 en tot 124.802 in 1925.
In 1830 werden de bijzondere besturen voor kloosters en ziekenhuizen in Hamburg afgeschaft en kwam Eimsbüttel onder het bestuur van het nieuw gevormde Landheerschap van de Geestlande. Door de invoering van de landelijke-gemeenteverordening in 1871 werd Eimsbüttel rechtstreeks door de stad bestuurd en vanaf 1874 aangewezen als voorstad. De Christuskerk werd gebouwd in 1884 en de Apostelkerk acht jaar later. In 1894 werd Eimsbüttel als wijk opgenomen in het stedelijk gebied van Hamburg. Er werden toen op grote schaal nieuwe appartementsgebouwen opgericht. Veel inwoners van de Altstadt verhuisden naar hier omwille van de bouw van Speicherstadt .
In 1914 werd in Eimsbüttel een ondergrondse aftakking " Hellkamplijn " van de metro van Hamburg geopend. Het eerste warmwaterbuitenbad van Hamburg werd in 1936 in Eimsbüttel geopend.
Tijdens de luchtaanvallen op Hamburg in 1943 verloor Eimsbüttel veel van zijn oude gebouwen.
In 2008 is een deel van het gebied overgeheveld naar het nieuw gecreëerde stadsdeel Sternschanze. Tegenwoordig is Eimsbüttel vooral een dichtbebouwde woonwijk dicht bij het stadscentrum, waar wijken van de tijd voor en rond de eeuwwisseling worden afgewisseld met gebouwen uit het Schumacher-tijdperk en de periode na de Tweede Wereldoorlog.

## Statistieken
- Aandeel minderjarigen: 12,9% [Hamburg gemiddelde: 16,6% (2020)][3]
- Aandeel 64-plussers: 12,8% [Hamburg gemiddelde: 18,0% (2020)][4]
- Aandeel buitenlanders: 11,9% [Hamburg gemiddelde: 17,7% (2020)][5]
- Werkloosheidscijfer: 5,0% [Hamburg gemiddelde: 6,4% (2020)][6]

## Personen
- Doris Cordes-Vollert, kunstenaar en auteur
- Holger Meins, RAF-terrorist
- Angela Merkel, Duitse bondskanselier
- Buddy Ogün, komiek en entertainer
- Herbert Spangenberg, schilder
- Leander Sukov, schrijver

## Infrastructuur

### Wegverkeer
Omdat Eimsbüttel zeer dicht bij het stadscentrum ligt, zijn er nauwelijks grote verkeersaders. Aan de westelijke rand van de wijk, parallel aan de wijk Altona-Nord, loopt de Kieler Strasse als B4 . Hiervan splitst de Fruchtallee zich af als B5. Die loopt eerst in zuidoostelijke en verder in noordoostelijke richting.

### Openbaar vervoer
Eimsbüttel wordt grotendeels door de U-bahn van het hamburger verkehrsverbund (HVV) bediend. In het stadsdeel liggen de haltes Lutterothstraße, Hellkamp (tot 1964), Osterstraße, Emilienstraße, Christuskirche en Schlump op de U2- lijn. In Schlump kunt u overstappen op lijn U3 (Barmbek - Wandsbek Gartenstadt). Als onderdeel van de geplande U5- lijn zou Eimsbüttel verder kunnen worden ontsloten.
Eimsbüttel ligt op Metrobus-routes 4 (Wildacker - Hauptbahnhof ZOB / HafenCity), 15 (Alsterchaussee - p Klein Flottbek), 20 (Altona - p Rubenkamp) en 25 (Altona - Sachsenstrae). Ook stadsbuslijnen 183 (Altona - Kalvslohtwiete) en 283 (Elbe winkelcentrum (EEZ) → Kalvslohtwiete) bedienen delen van Eimsbüttel.
Dicht bij de grens, maar gelegen op het grondgebied van het district Sternschanze, bevindt zich S-Bahn-station Sternschanze op de lijnen S11 (Poppenbüttel - Blankenese), S21 (Elbgaustraße - Aumühle) en S31 (Altona - Neugraben).